# ハミング限界
ハミング限界（ハミングげんかい、英: Hamming bound）は、符号（線型符号とは限らない）のパラメータの限界値を指す。球充填の限界を情報理論の観点で言い直したものと言える。ハミング限界に従った符号を「完全符号; perfect code」と呼ぶ。

## 定義
q進数の符号 {\displaystyle C} が長さ {\displaystyle n} で最小ハミング距離 {\displaystyle d} であるとき、その可能な最大サイズ（符号語の総数）を {\displaystyle A_{q}(n,d)} とする。なお、q進数の符号は、{\displaystyle q} 個の要素の体 {\displaystyle \mathbb {F} _{q}^{n}} 上の線型符号である。
すると、次が成り立つ。
{\displaystyle A_{q}(n,d)\leq {\frac {q^{n}}{\sum _{k=0}^{t}{\binom {n}{k}}(q-1)^{k}}}}
ここで、
{\displaystyle t=\lfloor {\frac {d-1}{2}}\rfloor }

## 証明
{\displaystyle d} の定義から、符号語の転送において最大で {\displaystyle t=\lfloor {\tfrac {d-1}{2}}\rfloor } の誤りが発生したとすると、最小距離復号によって正しく復号できる（すなわち、符号化された符号語を正しく復号できる）。つまり、この符号は {\displaystyle t} 個の誤りを訂正可能である。
{\displaystyle c\in C} であるようなある符号語について、{\displaystyle c} を中心とする半径 {\displaystyle t} の球を考える。このような球の範囲内なら誤り訂正が正しく行われる。符号語を構成する {\displaystyle n} 個の要素のうち {\displaystyle t} 個まで誤りがあっても正しく復号できるため、それぞれの球には以下の符号語が含まれる（つまり、中心にある真の符号語の一部を変更した符号語群の数）。符号語の一桁は q進数であるから、とりうる値は {\displaystyle (q-1)} 種類になる。
{\displaystyle \sum _{k=0}^{t}{\binom {n}{k}}(q-1)^{k}}
{\displaystyle C} に存在する符号語の総数を {\displaystyle M} とする。全ての符号語から球の和集合をとると、結果として得られる符号語の総数は {\displaystyle \mathbb {F} _{q}^{n}} 以内となる。それぞれの球は重ならないので、それぞれの要素数の総和をとると、次が成り立つといえる。
{\displaystyle M\times \sum _{k=0}^{t}{\binom {n}{k}}(q-1)^{k}\leq \vert \mathbb {F} _{q}^{n}\vert =q^{n}}
従って、次が導かれる。
{\displaystyle A_{q}(n,d)\leq {\frac {q^{n}}{\sum _{k=0}^{t}{\binom {n}{k}}(q-1)^{k}}}}